# In Living Cover
Albums de Jay Brannan
Goddamned
(2008) Rob Me Blind
(2012)
In Living Cover est le second album studio de l'auteur, compositeur et interprète folk américain Jay Brannan, sorti en juin 2009.
L'album comprend sept reprises et deux titres originaux (Beautifully et Drowning). 
Il atteint la 10e place du classement Billboard Heatseekers Albums pour la semaine du 25 juillet 2009.

## Liste des titres
| 1.    | Beautifully         | Titre inédit        | 3:15 |
| 2.    | Say It's Possible   | Terra Naomi         | 3:26 |
| 3.    | All I Want          | Joni Mitchell       | 4:06 |
| 4.    | Blowin' in the Wind | Bob Dylan           | 2:03 |
| 5.    | The Freshmen        | The Verve Pipe (en) | 4:16 |
| 6.    | Good Mother         | Jann Arden          | 3:11 |
| 7.    | Both Hands          | Ani DiFranco        | 1:27 |
| 8.    | Zombie              | The Cranberries     | 3:13 |
| 9.    | Drowning            | Titre inédit        | 4:26 |
| 29:22 |                     |                     |      |

## Crédits

### Membres du groupe
- Jay Brannan : chant, guitare, basse, percussions, piano
- Greg Heffernan : violoncelle
- Scott Starrett : piano

### Équipes technique et production
- Production : Drew Brody, Jay Brannan
- Enregistrement, mixage : Drew Brody
- Mastering : Mark Chalecki
- Arrangements : Scott Starrett
- Artwork : Beatriz Milhomem, Pedro Fanti